# Konkubinen von Harun al-Raschid
Die Liste der Konkubinen von Harun al-Raschid ist eine Übersicht über die namentlich bekannten Konkubinen und Sklavinnen von Harun al-Raschid (766–809), dem legendären fünften Kalifen der Abbasiden-Dynastie (reg. 786–809). Von diesen hatte er mindestens 12 namentlich bekannte Söhne und 15 namentlich bekannte Töchter.

## Mit eigenem Wikipedia-Artikel

### Diya
Die Sklavin Diya war eine seiner Favoritinnen; sie starb vor seinem eigenen Ableben und er trauerte stark um sie.

### Ghaḍīḍ
Die Sängersklavin Ghaḍīḍ (gest. 809) war eine Favoritin des Kalifen und gehörte zu seinem innersten Zirkel. Sie gebar ihm die beiden Töchter Fatima bint Harun al-Raschid und Hamduna bint Harun al-Raschid.

### Haylāna
Die Sklavin Haylāna wurde dem Kalifen Harun al-Raschid von seinem Wesir Yahya Ibn Chalid, dem Barmakiden, geschenkt, war seine erste Konkubine und eine seiner Favoritinnen. Ihr Tod im Jahr 789/790, drei Jahre nachdem Harun al-Raschid sie erworben hatte, war für diesen ein schwerer Schlag; er verfasste poetische Zeilen, in denen er sich selbst vor Trauer den Tod wünschte.

### ʽInān al-Nāṭifīya
ʽInān al-Nāṭifīya (gest. um 810 oder 840 /841), aufgewachsen in al-Yamama im Zentrum der arabischen Halbinsel, war eine in Bagdad berühmte Sängersklavin, wo sie in den hohen Gesellschaftskreisen verkehrte. Da ihr Besitzer sie schlecht behandelte und wohl auch körperlich und sexuell misshandelte, strebte sie ihren Verkauf an und nahm Kontakt zu Dscha'far ibn Yahya auf, dem Sohn von Yahyā ibn Chālid, der genau wie sein Vater zeitweilig Wesir des Kalifen Harun al-Raschid war. Ob ʽInān al-Nāṭifīya letztlich in den Besitz von Harun al-Raschid überging, ist nicht zweifelsfrei geklärt.

### Maradschil
Die persische Sklavin Maradschil stammte aus Badghis in Chorasan im heutigen Westafghanistan und gebar ihm am 14. September 786 den Sohn und späteren siebten Kalifen Abdallah al-Ma'mun. Sie starb bei oder kurz nach der Geburt.

### Marida
Die Sklavin Marida entstammte einer Familie aus dem zentralasiatischen Sogdien und wurde im irakischen Kufa geboren, Als Sklavenkonkubine kam sie um 786 in den Besitz von Harun al-Raschid, der mit ihr fünf Kinder zeugte: den späteren Kalifen al-Muʿtasim (Abu Ishaq), Abu Ismail, Umm Habib und zwei weitere Kinder, deren Namen unbekannt sind. Al-Mu'tasim war womöglich nicht das älteste ihrer Kinder, da er erst rund zehn Jahre nach Maridas Übergang in den Besitz von Harun ar-Raschid geboren wurde.

### Sihr / Schadschar
Die Sklavin Sihr / Schadschar zählte zu den Favoritinnen Harun al-Raschids unter seinen Sklavenkonkubinen zählte. Nadia Abbott identifiziert sie als die Mutter von Chadidscha bint Harun al-Raschid, womit sie nach al-Tabari identisch wäre mit Harun al-Raschids Konkubine Schadschar, die auch Mutter einer weiteren Tochter namens Karib ist.

### Qaina
Die Sklavin Qaina war eine mutmaßliche Konkubine von Harun al-Raschid, die dem Kalifen auch einen Sohn geboren haben soll; so ein Erzählbericht des Historikers Ibn Abi Tahir Tayfur (819–893), der auch bei al-Mas'udi (895–956) zitiert wird. In al-Tabaris (839–923) Hauptwerk Tarikh al-Tabari findet sich in seiner Auflistung der von Konkubinen Harun al-Raschids geborenen Kindern der Name Qaina unter den Müttern nicht.

### Qasif
Die Sklavenkonkubine Qasif war die Mutter der Tochter Sukaina bint Harun al-Raschid und des Sohnes al-Qasim al-Mu'taman.

## Ohne eigenen Wikipedia-Artikel
- Aniq – Mutter von Umm Ali.[3]
- Asmat al-Aziz – Mutter von Ali ibn Harun al-Raschid.[3]
- Chutbh – Sklavin, Mutter von Abu al-Abbas Muhammad.[3]
- Duwadsch – Sklavin, Mutter von Abu Ali Muhammad.[3]
- Halub – Sklavin, Mutter von Arwa[3]
- Haly – Mutter von Umm Dscha'far Ramla[3]
- Irabah – Sklavin, Mutter von Abu ʿIsa Muhammad und Umm al-Hasan.[3]
- Kitman – Mutter von Abu Ahmad Muhammad.[3]
- Kh.z.q (Name bei Tabari undeutlich) – Mutter von Umm al-Qasim.[3]
- Rahiq – Mutter von Umm Salama.[3]
- Rawa – Sklavin, Mutter von Abu Sulayman Muhammad[3]
- Ri'm – Sklavin, Mutter von Salih ibn Harun al-Raschid[3]
- Samandal – Mutter von Umm al-Ghaliya.[3]
- Schadrha – Mutter von Abu Ya'qub Muhammad ibn Harun al-Raschid[3]
- Sukkar – Mutter von Umm Abiha.[3]
- Zina – Mutter von Raytah.[3]